# Hemnes
Hemnes és un municipi situat al comtat de Nordland, Noruega. Té 4,503 habitants (2018) i la seva superfície és de 1,588.76 km². El centre administratiu del municipi és el poble de Korgen. Els altres pobles de Hemnes són Bjerka, Bleikvasslia, Hemnesberget, i Sund.
El municipi es troba al sud del Ranfjorden i s'estén cap al sud i a l'est, a la frontera amb Suècia. La Línia de Nordland i la ruta europea E06 creuen Hemnes en el seu camí cap a la ciutat de Mo i Rana, uns 20 quilòmetres al nord-est. L'E06 entra a Hemnes des de Vefsn per l'oest a través del Túnel de Korgfjell.
El Røssvatnet (en sami meridional: Reevhtse) és un llac ampliat per un embassament que es troba parcialment a la part sud de Hemnes. Ha estat un indret d'ocupació humana des de l'Edat de Pedra. La seva àrea de 219 quilòmetres quadrats el converteix en el segon llac més gran de Noruega per superfície. Els altres llacs situats al municipi són Bleikvatnet, Grasvatnet, Stormålvatnet i Stormyrbassenget. La serralada d'Okstindan es troba a Hemnes, inclosa la muntanya d'Oksskolten. La gran glacera d'Okstindbreen es troba al cim de la serralada.